# Koffi Fiawoo
Koffi Fiawoo (ur. 3 października 1969 w Tsévié) – piłkarz togijski grający na pozycji napastnika.

## Kariera klubowa
Karierę piłkarską Fiawoo rozpoczął we Francji, w klubie Chamois Niortais FC. W sezonie 1987/1988 grał w rezerwach tego klubu, a w sezonie 1988/1989 zadebiutował w pierwszym zespole w drugiej lidze francuskiej. Od 1989 roku był podstawowym zawodnikiem klubu. W 1991 roku spadł z Niortem do trzeciej ligi, ale już w sezonie 1992/1993 ponownie grał w drugiej.
W 1993 roku Fiawoo przeszedł z Niortu do innego drugoligowca, Le Mans UC72. Grał w nim przez dwa sezony i w 1995 roku ponownie zmienił klub. Został wówczas zawodnikiem CS Louhans-Cuiseaux.
W 1997 roku Fiawoo odszedł z Louhans-Cuiseaux do FC Sochaux-Montbéliard. W 1998 roku awansował z Sochaux do pierwszej ligi, w której zadebiutował 8 sierpnia 1998 w zremisowanym 1:1 wyjazdowym meczu z AS Nancy. W Sochaux grał do końca sezonu 1998/1999.
W 1999 roku Fiawoo podpisał kontrakt z FC Lorient. Spędził w nim dwa lata i na sezon 2001/2002 odszedł do US Créteil-Lusitanos. W 2002 roku zakończył karierę piłkarską.
| Sezon   | Klub                   | Kraj    | Rozgrywki  | Mecze | Bramki |
| ------- | ---------------------- | ------- | ---------- | ----- | ------ |
| 1987/88 | Chamois Niortais FC B  | Francja | CFA        | 9     | 1      |
| 1988/89 | Chamois Niortais FC    | Francja | Division 2 | 7     | 0      |
| 1989/90 | Chamois Niortais FC    | Francja | Division 2 | 20    | 4      |
| 1990/91 | Chamois Niortais FC    | Francja | Division 2 | 20    | 3      |
| 1991/92 | Chamois Niortais FC    | Francja | Division 3 | 29    | 15     |
| 1992/93 | Chamois Niortais FC    | Francja | Division 2 | 21    | 3      |
| 1993/94 | Le Mans UC72           | Francja | Division 2 | 16    | 9      |
| 1994/95 | Le Mans UC72           | Francja | Division 2 | 18    | 0      |
| 1995/96 | CS Louhans-Cuiseaux    | Francja | Division 2 | 35    | 16     |
| 1996/97 | CS Louhans-Cuiseaux    | Francja | Division 2 | 35    | 8      |
| 1997/98 | FC Sochaux-Montbéliard | Francja | Division 2 | 17    | 9      |
| 1998/99 | FC Sochaux-Montbéliard | Francja | Division 1 | 17    | 2      |
| 1999/00 | FC Lorient             | Francja | Division 2 | 23    | 2      |
| 2000/01 | FC Lorient             | Francja | Division 2 | 1     | 0      |
| 2001/02 | US Créteil-Lusitanos   | Francja | Division 2 | 6     | 2      |

## Kariera reprezentacyjna
W reprezentacji Togo Fiawoo zadebiutował w 1991 roku. W 2000 roku został powołany do kadry na Puchar Narodów Afryki 2000. Na nim rozegrał dwa spotkania: z Wybrzeżem Kości Słoniowej (1:1) i z Ghaną (0:2).